# Monteiro
Monteiro là một đô thị thuộc bang Paraíba, Brasil. Đô thị này có diện tích 986,37 km², dân số năm 2007 là 28156 người, mật độ 28,5 người/km².